# وادي نوطس

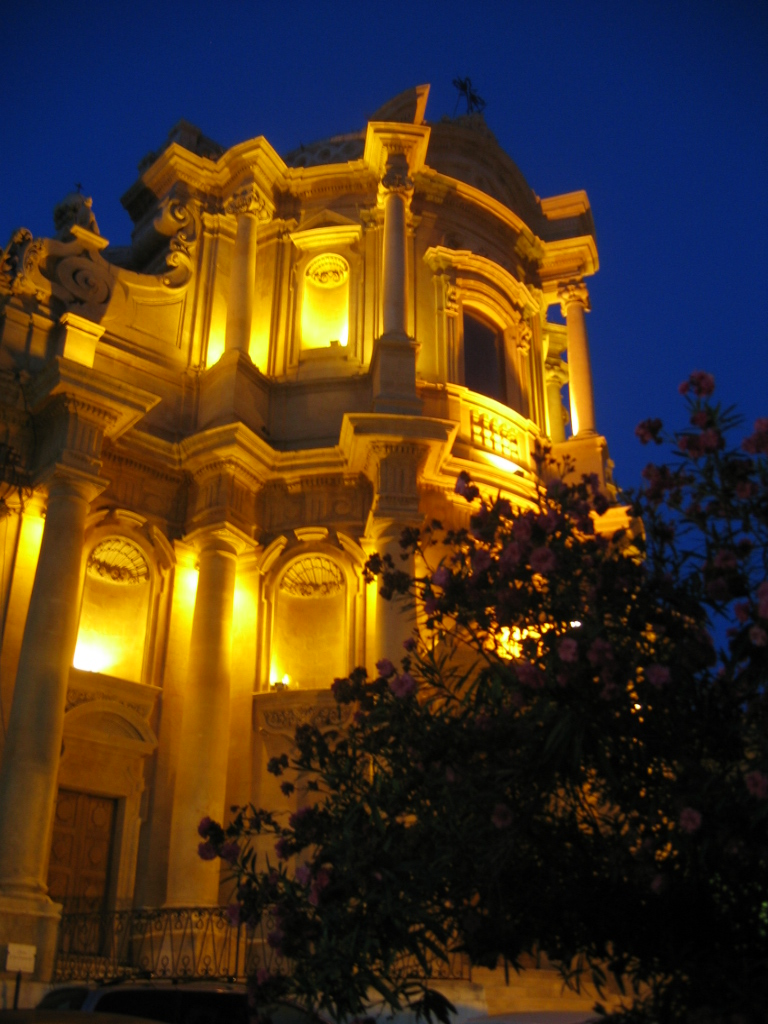
سان دومينيكو

وادي نوطس (بالإيطالية: Val di Noto)‏ هي منطقة جغرافية في جنوب شرق جزيرة صقلية، تهيمن عليها الهضبة الهبليانية الجيرية. يدين فال دي نوتو بشهرته لإعادة الإعمار الذي خضع له بعد عام 1693، عندما هلكت المنطقة بأسرها بسبب زلزال هائل. في أعقاب الزلزال، تم بناء العديد من المدن في مواقع جديدة تماماً، مثل نوطس وغراميتشيلي. قام الملوك الإسبان حكام الجزيرة حينها بتفويض النبيل جوزيبي لانتسا بسلطة خاصة سمحت له بإعادة تصميم المدن المتضررة.